# گمینا کیشکووو
گمینا کیشکووو (به لهستانی:  Gmina Kiszkowo) یک گمینا در لهستان است که در شهرستان گنگزنو واقع شده‌است. گمینا کیشکووو ۱۱۴٫۵۸ کیلومتر مربع مساحت و ۵٬۲۳۵ نفر جمعیت دارد.